# Hebecephalus firmus
Hebecephalus firmus är en insektsart som beskrevs av Beamer 1936. Hebecephalus firmus ingår i släktet Hebecephalus och familjen dvärgstritar. Inga underarter finns listade i Catalogue of Life.